# Краснознаменський район
Краснознаменський район (рос. Краснознаменский район) — адміністративна одиниця Калінінградської області Російської Федерації.
Адміністративний центр — місто Краснознаменськ.

## Адміністративний поділ
До складу району входять одне міське та 3 сільських поселення:
1. Місто районного значення Краснознаменськ
2. Алексеєвський сільський округ
3. Весновський сільський округ
4. Добровольський сільський округ